# Juião Bolseiro
Juião Bolseiro (fl. XIII secolo) è stato uno xograr galiziano o portoghese, attivo nel terzo quarto del XIII secolo nelle corti di Castiglia e Portogallo.
È autore di diciotto testi poetici: una cantiga de amor, quindici cantigas de amigo e due tenzoni con Johan Soarez Coelho (in merito al tema dello scandalo di amanti e tessitrici) e Men Rodrigues Tenoiro.  